# یاربو (آلاباما)
یاربو (به انگلیسی: Yarbo) یک منطقهٔ مسکونی در ایالات متحده آمریکا است که در شهرستان واشینگتن، آلاباما واقع شده‌است. یاربو ۵۴٫۸۶ متر بالاتر از سطح دریا واقع شده‌است.